# 荷兰文化

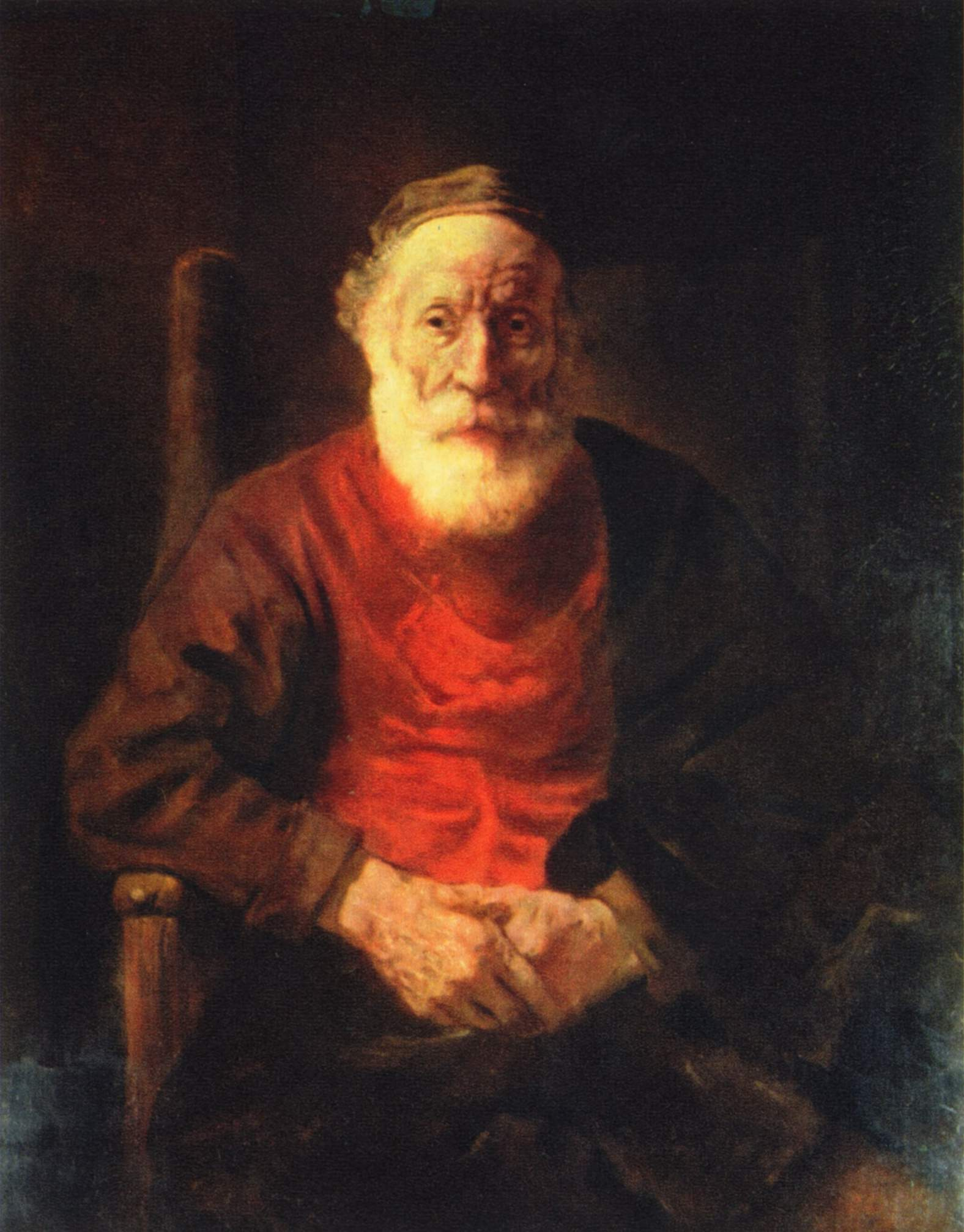
坐在椅子上的荷兰老人，伦勃朗，1654.

荷兰文化 的多元化体现在了不同地区文化的差异以及外国文化所带来的影响。荷兰人的勇于探索的精神，创造了灿烂的文化。在百年历史中，荷兰黄金时代被认为是荷兰文化的巅峰时期。

## 人民
荷兰社会所追求的平等与现代，人民普遍温和、包容、自主、执着。荷兰人对于自己的文化传统引以为豪，历史上荷兰艺术和音乐极大地影响了世界艺术的发展。
在荷兰人们非常注重礼节，这点在很多国际上关于荷兰的书籍中常常被提及。

## 價值觀
荷蘭人以其文化遺產、豐富藝術歷史和積極參與國際事務而感到自豪。社會重視平等的和現代化價值，社會上普遍不喜非必需品，特別是避免炫耀的行為。
荷蘭人的行為舉止直接並開放，且態度嚴肅—不拘小節並遵守基本行為規範。荷蘭人的直率可能會使外國人覺得他們粗魯和無禮，但他們稱之為開放的特質。
從道德的角度來看，荷蘭人認為人們都是平等的，因此荷蘭人對於職場等級和社會地位的立場顯得比較模糊。 當處於不同群體間下的不同規範，人們詢問基本規則不會被視為無禮；即使公然直言不諱的話題和評論，荷蘭人並不會感到特別尷尬，至少不會比討論天氣更尷尬。

### 自由風氣
荷蘭是歐洲最世俗的國家之一，宗教通常視為個人事務，不在公共場合傳播，儘管宗教經常是社會上討論的主題。
根據調查，社會上只有 17% 的人口認為宗教很重要，更只有14% 的人每週去教堂。
在社會寬容的議題上，荷蘭有非常悠久的歷史，塑造成重視自由的國家，其價值體系也反映在毒品政策和安樂死合法化。
2001 年 4 月 1 日，荷蘭成為第一個將同性婚姻合法化的國家。 

### 社會規範
荷蘭人嚴格遵從社會規範行為禮儀，市面上討論該主題相關的書籍很多。其實這些規範並非絕對的，有些習俗也可能不適用在荷蘭所有地區，部分歐洲禮儀也可能適用於荷蘭。

荷蘭的世界廣播電台指出：
“超過一半的海外荷蘭人認為，荷蘭國內的同胞禮貌不如其他國家的人，尤其是服務員、青少年和店員表現特別差。同時也有大約 55% 的在荷外國人認為，荷蘭人離開他們的國家後，行為往往顯得更加粗魯。” 
但在文化差異下，荷蘭人對於禮節有不同的定位。《Stuff Dutch people》書中說：
“荷蘭人認為英國人或美國人的禮貌模式是一種軟弱的表現，散發著不真誠而且虛偽的味道，這是荷蘭人所鄙視的”。
此外，荷蘭人喜歡彰顯其多語言能力，禮貌以對。外國人如果在公共場合以荷語問話，將發現交談對象的荷蘭人，會偏好直接使用問話人的母言進行回答。 

### 幽默感
在 16 世紀，荷蘭人以其幽默感而聞名，許多旅行雜誌都情調荷蘭人的快樂和喜歡慶祝的特質。
鬧劇和笑話書很受歡迎，許多荷蘭畫家都有幽默題材的畫作。荷蘭笑話的主題是錯亂的家庭生活、醉酒的神職人員，以及有殘疾的人。
然而，但幾個世紀以來，荷蘭式的幽默已經發生變化。17世紀末，荷蘭共和國走向沒落，歸正會譴責笑聲，倡導嚴肅的生活方式。社會上出現有禮儀手冊，指出大聲笑是不禮貌的，這種氛圍持續到 1960 年代。在二戰期間，美國士兵甚至受指示不要幽默對待荷蘭人，因為“他們不會欣賞”。

## 语言
荷兰主要说荷兰语，弗里斯兰省政府工作中也使用弗里斯语。
根据欧盟宪章对地区或小语种的分类，北部和东部的多种低撒克逊方言是被荷兰政府所承认的。另外一种荷兰方言，林堡语也是被承认的，主要通行于东南部的林堡省。西南部的西兰方言是不被承认的，但被视为是一种不太相同的方言，或归为西佛兰德语。

## 宗教
荷兰是欧洲最世俗的国家之一，大约有40%的人(1998)认为自己无宗教信仰，另外约有31%的天主教徒和21%的新教徒，穆斯林占4.4%。新教曾经是荷兰最大的宗教，然而在过去的一个世纪，新教教堂在不断的减少。伊斯兰教的发展始于清真寺的兴建。荷兰同是拥有不少印度教徒，主要是来前殖民地国家苏里南的移民。

## 科學、科技與研究
最重要且曾獲國際獎項的學者與科學家有：
15世紀：

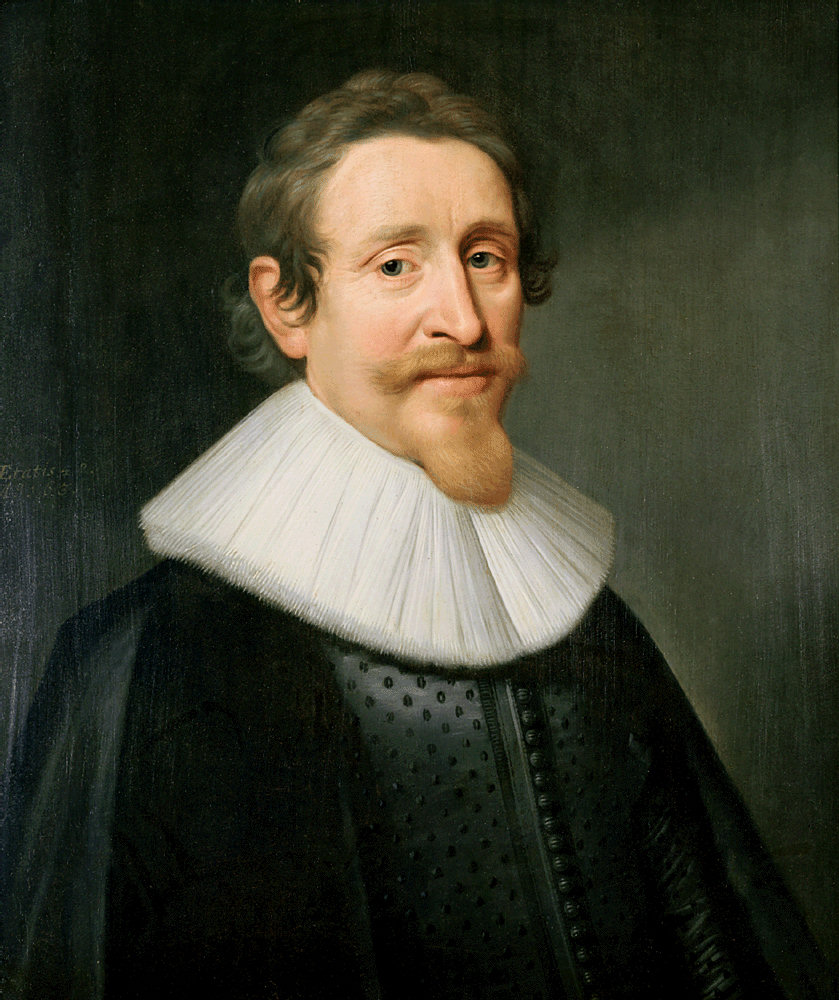
格老秀斯 - 由 Michiel Jansz van Mierevelt 所繪（1631）

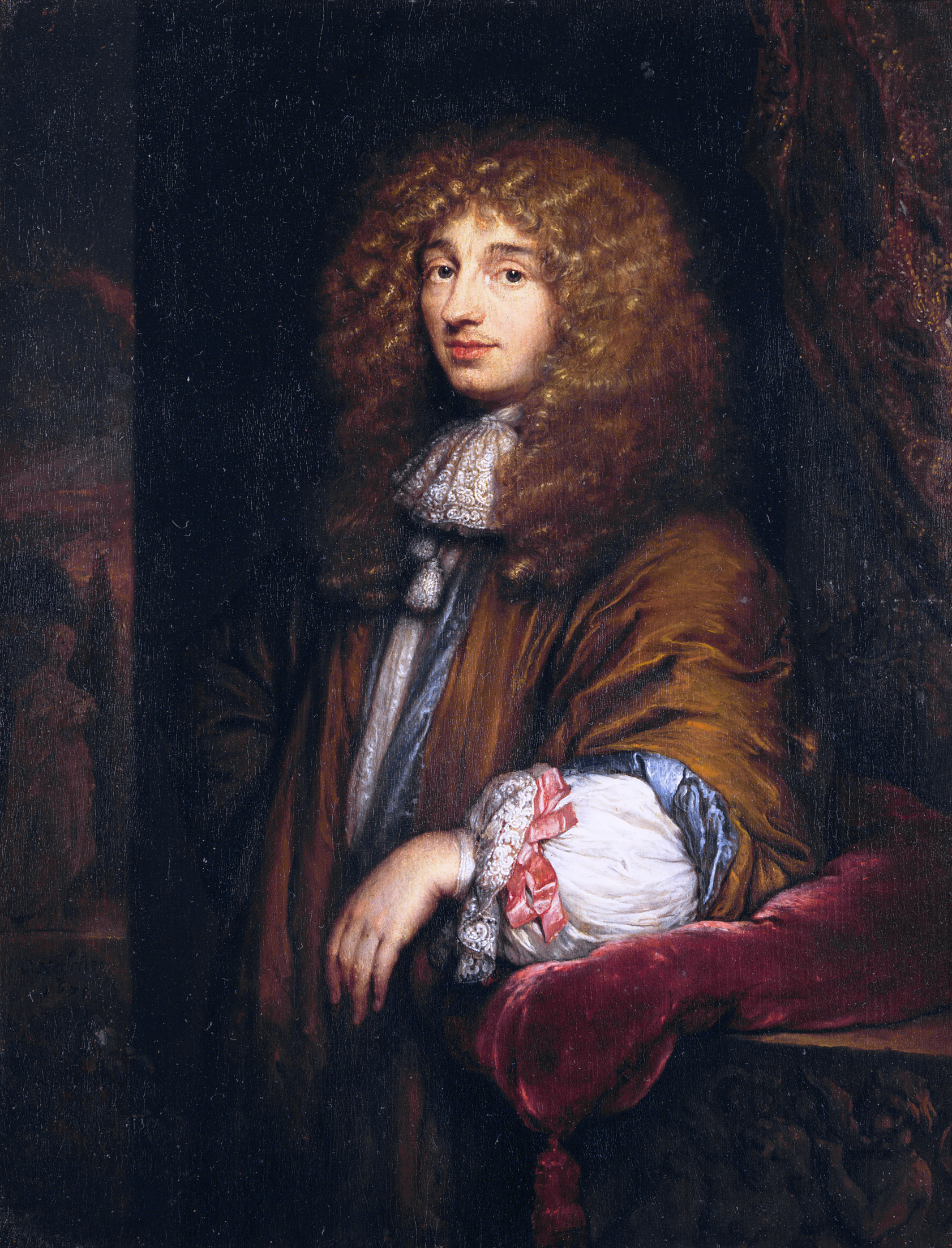
年輕的克里斯蒂安·惠更斯

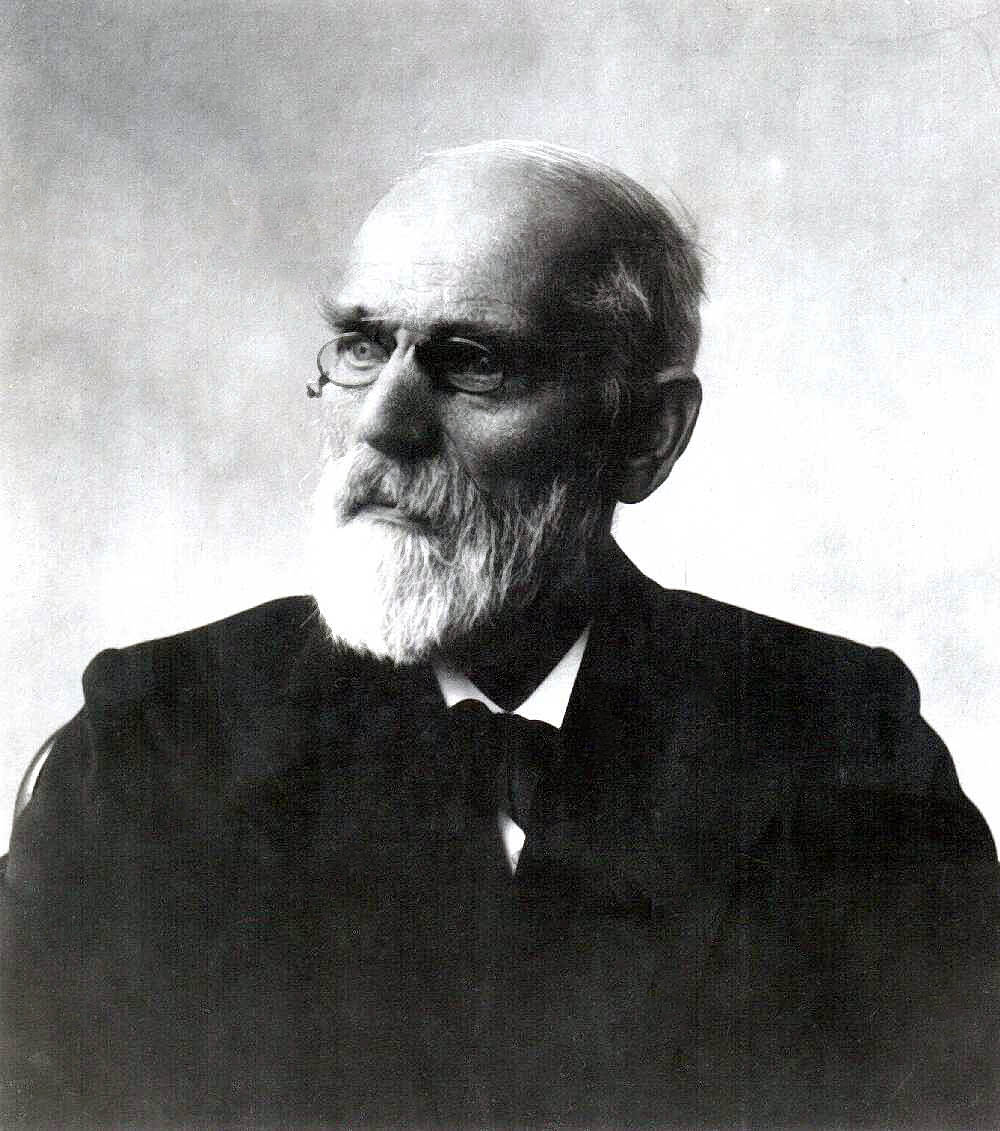
约翰内斯·范德瓦耳斯

- Laurens Janszoon Coster（1370-1440），畫家

16世紀：
- 伊拉斯謨 (1466/1469-1536)，人文主義思想家

17世紀：
- 巴魯赫·斯賓諾莎（1632–1677），哲學家
- 赫尔曼·布尔哈夫Herman Boerhaave（1668-1738），醫生
- 魯道夫·范·科伊倫（1540-1610），數學家
- Cornelius Drebbel（1572-1633），發明家與工程師
- 格老秀斯（1583-1645），法學家及哲學家
- 克里斯蒂安·惠更斯（1629-1695），數學家、天文學家及物理學家
- 列文虎克（1632-1723），科學家
- Anna Maria van Schurman（1607-1678），荷蘭第一位女性學生及學者
- 西蒙·斯特芬（1548-1620），數學家及工程師
- 扬·斯瓦默丹（1637-1680），科學家

18世紀：
- 丹尼爾·白努利（1700-1782），數學家及物理學家

19世紀：
- C.H.D. Buys Ballot（1817-1890），科學家與氣象學家
- 湯姆斯·斯蒂爾吉斯（1856-1894），數學家

20世紀：
- 托比亞斯·阿賽爾（1838-1913），法學家，1911年諾貝爾獎得主
- 尼古拉斯·布隆伯根（1920-），物理學家，1981年諾貝爾獎得主
- 魯伊茲·布勞威爾（1881-1966），數學家
- Hendrik Casimir（1909-2000），物理學家
- 保羅·克魯岑（1933-），大氣化學家，1995年諾貝爾獎得主
- 彼得·德拜（1884-1966），化學家，1936年諾貝爾獎得主
- 艾茲格·迪科斯徹（1930-2002），電腦科學家
- Eugène Dubois（1858-1944），古生物學家及解剖學家
- 克里斯蒂安·艾克曼（1858-1930），醫生及病理學家，1929年諾貝爾獎得主
- 威廉·埃因托芬（1860-1927），醫生，1924年諾貝爾獎得主
- Anthony Fokker（1890-1939），航空工程師
- Arend Heyting（1898-1980），數學家
- 雅各布斯·亨里克斯·范托夫（1852-1911），化學家，1901年諾貝爾獎得主
- 傑拉德·特·胡夫特（1946-），物理學家，1999年諾貝爾獎得主
- 約翰·赫伊津哈（1872-1945），歷史學家
- 海克·卡末林·昂內斯（1853-1926），物理學家，1913年諾貝爾獎得主
- 雅各布斯·卡普坦（1851-1922），天文學家
- Willem Hendrik Keesom（1878-1956），物理學家
- 特亞林·科普曼斯（1910–1985），經濟學家，1975年諾貝爾獎得主
- Willem Kolff（1911-2009），醫生及發明家
- 亨德里克·勞侖茲（1853-1928），物理學家，1902年諾貝爾獎得主
- 西蒙·范德梅爾（1925-），物理學家，1984年諾貝爾獎得主
- 簡·亨德里克·奧爾特（1900-1992），天文學家
- 簡·丁伯根（1903-1994），經濟學家，1969年諾貝爾獎得主
- 尼可拉斯·庭伯根（1907-1988），動物行為學家，1975年諾貝爾獎得主
- 馬丁紐斯·韋爾特曼（1931-），物理學家，1999年諾貝爾獎得主
- Hugo de Vries（1848-1937），遺傳學家
- 约翰内斯·范德瓦耳斯（1837-1923），物理學家，1910年諾貝爾獎得主
- 彼得·塞曼（1865-1943），物理學家，1902年諾貝爾獎得主
- 弗里茨·塞爾尼克（1888-1966），物理學家，1953年諾貝爾獎得主
- Hendrik Zwaardemaker（1857-1930），科學家

## 建筑

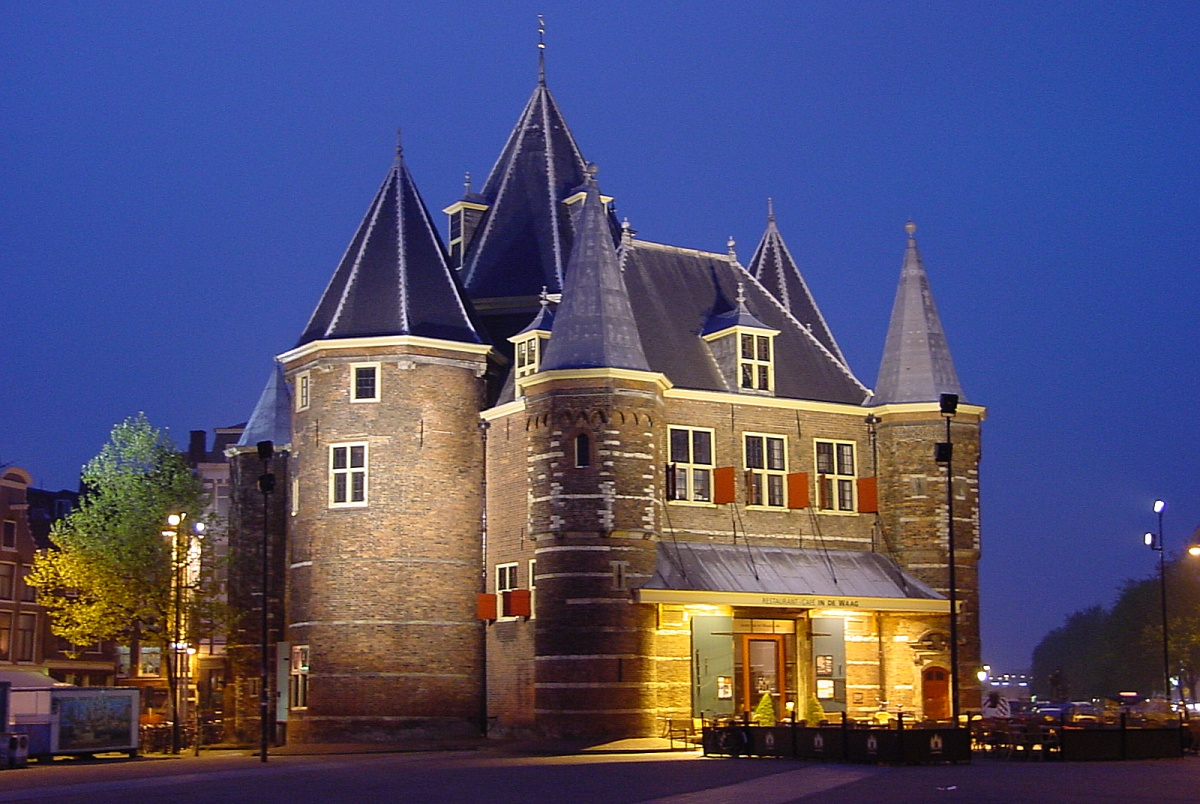
阿姆斯特丹测量所

荷兰建筑的第一个辉煌时期大约起始于17世纪的荷兰黄金时代，由于经济蓬勃的城市大为扩大，新会堂和仓库的修建。商人从中大发横财，增建新建筑以及在其周围各城市挖河渠(国防、运输用途)，房子的装饰门面的翻修以适合新的市容。在乡村，新的乡村住房不断出现。涌现了一大批知名的建筑师如：雅各布·范·坎彭(1595年-1657年)、Lieven de Key (c. 1560年-1627年)和Hendrik de Keyser (1565年-1621年)。
20世纪，荷兰建筑师更是带动了世界现代建筑的发展。

## 音乐及舞蹈
古典音乐方面，荷兰拥有大量的管弦乐团，分布在全国各地。其中最负盛名的为阿姆斯特丹音乐厅管弦乐团，该团经常在国外演出。著名的小型乐团有十八世纪管弦乐团、阿姆斯特丹巴洛克管弦乐团以及阿姆斯特丹的斯宏伯格乐团。荷兰的歌剧业非常繁荣，尤其是阿姆斯特丹的荷兰歌剧院蜚声国内外。荷兰歌剧院每年推出约10个剧目，主要在阿姆斯特丹上演，现代歌剧在演出剧目中占有重要份额。在首都阿姆斯特丹之外，也有一些剧团上演歌剧。
荷兰音乐节名扬四海，每年六月份在阿姆斯特丹持续1个月的时间。另一个重要的音乐节是乌得勒支的荷兰早期音乐节，主要由荷兰国内外的杰出音乐家和乐团演奏中世纪音乐与巴洛克音乐。爵士乐和即席演奏乐也同样吸引大量的听众。
各大城市有国际知名的音乐中心。譬如阿姆斯特丹的毕姆音乐室。北海爵士音乐节每年在海牙举办，是欧洲规模最大和知名度最高的爵士音乐节。流行音乐也成绩显著，萨克斯管女吹奏手朵珥弗与流行乐队都市舞团在国内外的演出都场场爆满。从年初到年末不断地有大型流行音乐演唱会，其中最有名的是圣灵降临节流行音乐会、公园流行音乐会和地拿摩露天流行音乐会。